# Jonas Mendes
Jonas Mendes (ur. 20 listopada 1989 w Cabienque) – gwinejski piłkarz pochodzący z Portugalii, występujący na pozycji bramkarza w greckim klubie PS Kalamata oraz w reprezentacji Gwinei Bissau.

## Kariera reprezentacyjna
Dnia 16 listopada 2010 roku Mendes zadebiutował w reprezentacji Gwinei Bissau. Trzykrotnie wystąpił w Pucharze Narodów Afryki.